# 改正掛
改正掛（かいせいがかり）は、明治2年11月18日（1869年12月20日）に民部省に設置された部局で、明治3年7月10日（1870年8月6日）に大蔵省に移管され、明治4年7月27日（1871年9月11日）の大蔵省と民部省の再統合の際に廃止された。明治政府に必要な制度改革の素案を作成した。

## 概要
明治2年、人的統合をもって統合された、いわゆる「民部大蔵省」の大輔（大蔵大輔兼民部大輔）であった大隈重信は、大蔵官僚郷純造の薦めによって旧幕臣の渋沢栄一を登用しようとした。渋沢は、現状の民部大蔵省のあり方ではとても新しい国家建設に進める体制にはない、として辞退を申し入れた。だが、坂本政均・岡本健三郎ら若手官僚より、渋沢がその体制を作る中心になるべきであると説得を受け、また大隈や民部大蔵卿の伊達宗城からも同様の趣旨の要請を受けて、渋沢を掛長（租税正兼務）とし、省内改革（政策立案能力の向上）を推進する組織として発足した。
大隈は伊藤博文や井上馨を通じて省内に抱える政策課題などの諸問題について下問を行い、渋沢ら改正掛が企画・立案を担当した。さらに、海外留学などで欧米の事情に明るい前島密・赤松則良・杉浦譲らを加えて充実させていった。特に度量衡の統一、電信や鉄道の建設、郵便制度の創設、助郷の廃止、殖産興業の推進、廃藩置県の提言などが実行に移され、戸籍法や地租改正、身分解放令もただちには実施されなかったものの、ここでの提言が発案となっているなど、日本におけるシンクタンクの先駆け的な存在であった。掛長であった渋沢は、伊藤や井上とともに大隈邸に出入りして、改正掛での議論などを大隈に報告するとともに、大隈と親交があった山口尚芳や五代友厚ら他の若手官僚とも議論を重ねた。後に「築地梁山泊」と称されたのは、こうした人々が議論を重ねた大隈の私邸であった。また、当時幕末以来の盟友であった同郷の大木喬任や副島種臣らと、路線の違いから疎遠になりつつあった大隈にとって、他に先んじて改革の提言をもたらす改正掛の存在が頼もしい存在であったことを後に証言している（『大隈公昔日譚』）。
ところが、こうした改革が余りにも急進的であったために、政府内の保守派や地方官との対立を招いた。特に欧米の事情に通じた人材となると、自然と幕末期に欧米諸国に留学した旧幕臣出身官僚が占める割合が高くなってしまい、特に旧幕臣出身官僚の一掃こそが改革の早道と考える大久保利通らの反感を強める原因となった。そのため、大久保の巻き返しによって大蔵・民部省幹部の兼任が解かれ（大蔵・民部両省の分離）、民部省に大木喬任・吉井友実・松方正義らが送り込まれると、改正掛は大蔵省に移され、また渋沢は掛長を外されて他のメンバーも大蔵・民部両省内に分散させられるなどの弱体化が図られることになる。そして、廃藩置県に伴う改革で、大久保が大蔵卿に就任するのと引き換えに大蔵・民部の再合併が決定された時、大久保によって廃止されることになったのである。
しかし、近代的な中央集権国家を目指すべく出された改正掛の提言は、その後の近代国家の建設に大きな影響力を与えることとなった。